# Diana Preston
Diana Preston (Londra, 1952) è una scrittrice, giornalista e viaggiatrice inglese, ha studiato ed insegna storia moderna a Oxford.
Tra i suoi libri ricordiamo The road to Culloden Moor sulla battaglia di Culloden, la storia delle spedizioni in Antartide di Robert Falcon Scott Scott l'eroe dei ghiacci e una storia della rivolta dei Boxer, Besieged in Peking.